# Ліон Лаубербах
Ліон Лаубербах (нім. Lion Lauberbach, нар. 15 лютого 1998, Ерфурт) — німецький футболіст, нападник бельгійського клубу «Мехелен».

## Ігрова кар'єра
Народився 15 лютого 1998 року в місті Ерфурт.
У дорослому футболі дебютував 2017 року виступами за команду «Рот Вайс» (Ерфурт), в якій провів один сезон, взявши участь у 23 матчах чемпіонату. 
Протягом 2018—2019 років захищав кольори клубу «Цвікау».
Своєю грою за останню команду привернув увагу представників тренерського штабу клубу «Гольштайн», до складу якого приєднався 2019 року. Відіграв за клуб з Кіля наступні два сезони своєї ігрової кар'єри.
Протягом 2021 року захищав кольори клубу «Ганза».
У 2021 році уклав контракт з клубом «та», у складі якого провів наступні два роки своєї кар'єри гравця. Більшість часу, проведеного у складі У складі, був основним гравцем атакувальної ланки команди.
До складу клубу «Мехелен» приєднався 2023 року. Станом на 5 червня 2024 року відіграв за команду з Мехелена 33 матчі в національному чемпіонаті.